# Monasterio de Tashilhunpo
El monasterio de Tashilhunpo (tibetano: བཀྲ་ཤིས་ལྷུན་པོ་), fundado en 1447 por el primer Dalái lama, es un monasterio histórico y culturalmente importante en Shigatse, la segunda ciudad más grande del Tíbet. 
El monasterio fue saqueado cuando el Reino de Gorkha invadió el Tíbet y capturó Shigatse en 1791 antes de que un ejército combinado de tibetanos y chinos los hiciera retroceder hasta las afueras de Katmandú,  cuando se vieron obligados a acordar el mantenimiento de la paz en el futuro, pagar tributos cada cinco años y devolver lo que habían saqueado de Tashi Lhunpo.
El monasterio es la sede tradicional de los sucesivos Panchen Lamas, el segundo linaje tulku de mayor rango en la tradición Gelug del budismo tibetano. El "Tashi" o Panchen Lama tenía poder temporal sobre tres pequeños distritos, aunque no sobre la ciudad de Shigatse en sí, que era administrada por un dzongpön (prefecto) nombrado desde Lhasa.
Situado en una colina en el centro de la ciudad, el nombre completo en tibetano del monasterio significa "toda la fortuna y la felicidad reunida aquí" o "montón de gloria". El capitán Samuel Turner, un oficial británico de la Compañía de las Indias Orientales que visitó el monasterio a finales del siglo XVIII, lo describió en los siguientes términos: 

"Si la magnificencia del lugar se incrementara por cualquier causa externa, nadie podría haber adornado más magníficamente sus numerosas copas y torres doradas que el sol que sale en todo su esplendor directamente enfrente. Presentaba una vista maravillosamente bella y brillante; el efecto era poco menos que mágico, y causaba una impresión que ningún tiempo borrará de mi mente."

Los peregrinos circunvalan el monasterio por el lingkhor (camino sagrado) fuera de los muros.
Aunque dos tercios de los edificios fueron destruidos durante los excesos de la Revolución Cultural China, eran principalmente las residencias de los 4.000 monjes y el monasterio en sí mismo no fue tan dañado como la mayoría de las demás estructuras religiosas del Tíbet, ya que fue la sede del Panchen Lama que permaneció en el territorio controlado por China.
Sin embargo, durante 1966 los Guardias Rojos guiaron a una multitud para romper las estatuas, quemar las escrituras y abrir las estupas que contenían las reliquias del 5º al 9º Panchen Lama, y arrojarlas al río. Algunos restos, sin embargo, fueron salvados por los lugareños, y en 1985, Choekyi Gyaltsen, 10º Panchen Lama, comenzó la construcción de una nueva estupa para albergarlos y honrar a sus predecesores. Finalmente, fue consagrada el 22 de enero de 1989, justo seis días antes de que muriera a la edad de 51 años en Tashi Lhunpo. "Era como si dijera que ahora podía descansar.

## Historia

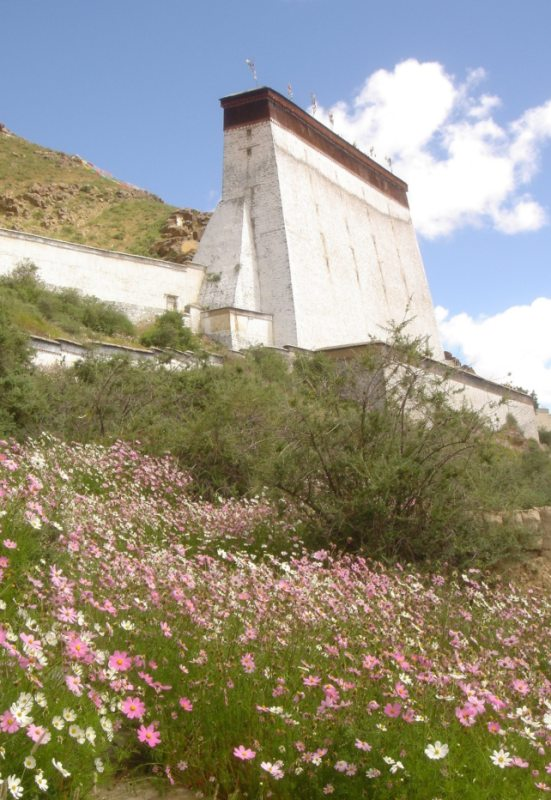
El Muro de los Thanka con vistas al monasterio

El monasterio fue fundado en 1447 por Gendun Drup, el discípulo del famoso filósofo budista Je Tsongkhapa y más tarde nombrado el Primer Dalái lama. La construcción fue financiada por donaciones de los nobles locales.
Más tarde, Lobsang Chökyi Gyalsten, el Cuarto Panchen Lama y el primer Panchen Lama reconocido como tal por los gobernantes de Mongolia, hizo grandes expansiones en el monasterio. Desde entonces, todos los Panchen Lamas han residido en Tashi Lhunpo, y han logrado expandirlo gradualmente.
En 1791 el monasterio fue atacado y saqueado por un ejército de guerreros gurkha nepaleses, pero fueron expulsados por los chinos, quienes simultáneamente reforzaron su control sobre el templo y el Tíbet. 
Chökyi Gyalpo, el 11.º Panchen Lama según el gobierno de la República Popular China, ha sido entronizado allí, mientras que Gedhun Choekyi Nyima, el 11.º Panchen Lama reconocido por el Dalái lama, está bajo "custodia protectora" por las autoridades chinas desde 1995.
Tashi Lhunpo en su apogeo albergó a más de 4.000 monjes y tuvo cuatro colegios tántricos, cada uno con su propio abad. Después de la muerte de un Panchen Lama, estos cuatro abades dirigieron la búsqueda de su reencarnación infantil y uno de ellos siempre actuó como primer ministro de Tsang bajo el control del Dalái lama en Lhasa.
En 1960, el monasterio fue desmantelado por el ejército chino mientras el Panchen Lama estaba ausente, aunque se infligió menos daño al monasterio que a la mayoría de los otros alrededor del Tíbet. 
Durante el decenio de 1960 muchos lamas y monjes mayores abandonaron el Tíbet y ayudaron a restablecer nuevos monasterios en la India, Nepal y Bután. El difunto Panchen Lama no abandonó el Tíbet y, en consecuencia, muchos de los lamas superiores del Monasterio de Tashi Lhunpo permanecieron en el Tíbet. Por consiguiente, mientras que otros monasterios en el exilio se han ampliado y desarrollado bajo la orientación de los lamas superiores, Tashi Lhunpo ha seguido estando en desventaja, aunque en 1972 se construyó un nuevo campus del Monasterio de Tashi Lhunpo por exiliados tibetanos en un asentamiento de Bylakuppe, Karnataka en la India meridional.
Desde principios del decenio de 1980 algunas partes del monasterio de Tashi Lhunpo han estado abiertas al público y hoy en día es una importante atracción turística del Tíbet. 

## Monasterios filiales

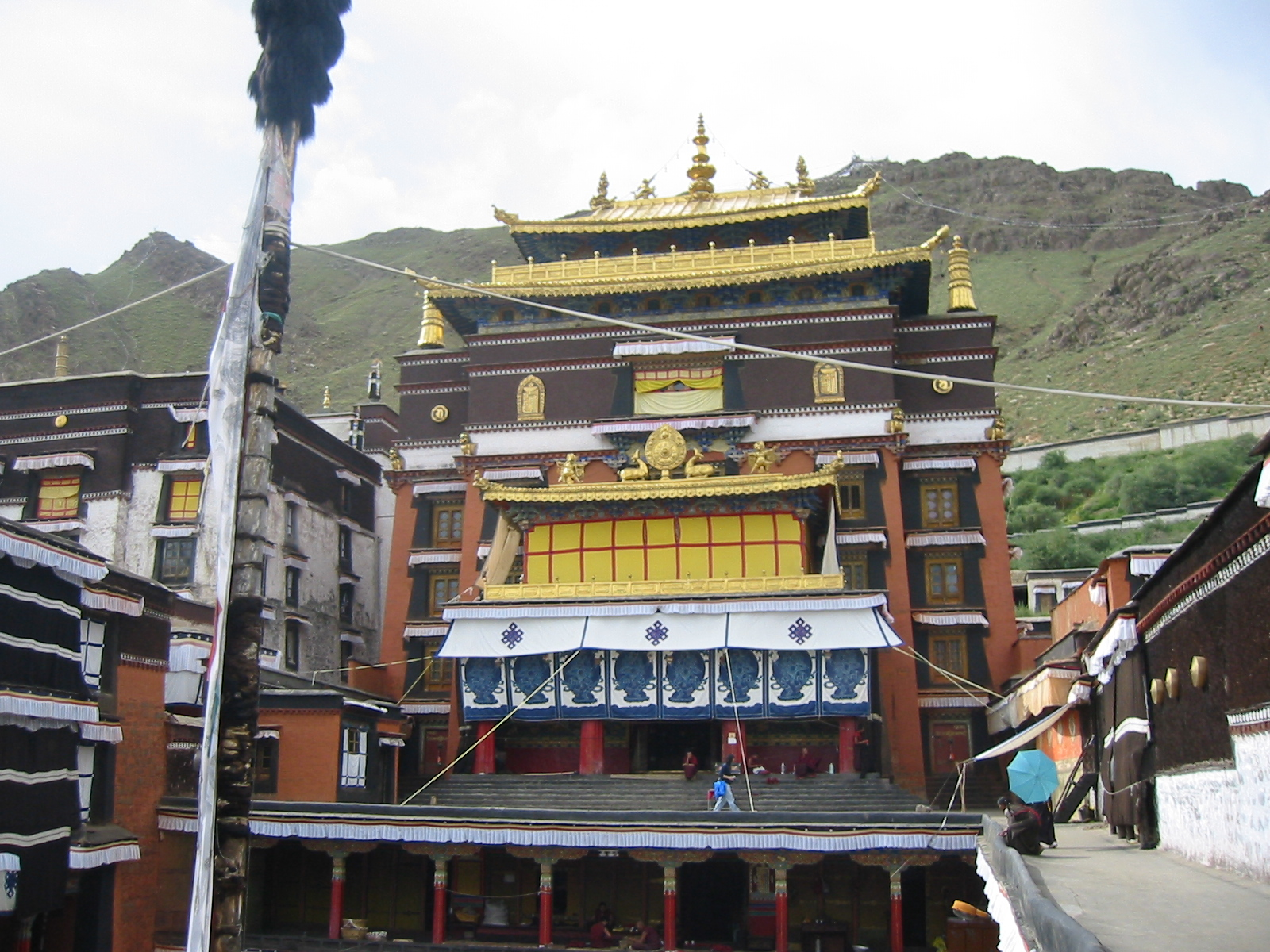
Monasterio de Tashilhunpo.

Uno de sus monasterios filiales era el famoso Monasterio de Drongtse, a 14 km al norte de Tsechen.